# Ocnus braziliensis
Ocnus braziliensis is een zeekomkommer uit de familie Cucumariidae.
De wetenschappelijke naam van de soort werd in 1868 gepubliceerd door Addison Emery Verrill.